# شيبلوي عليا (بل دشت)
شيبلوي عليا هي قرية في مقاطعة بل دشت، إيران. يقدر عدد سكانها بـ 258 نسمة بحسب إحصاء 2016.